# 엘리자베스 로드리게스
엘리자베스 로드리게스(Elizabeth Rodriguez, 1980년 12월 27일 ~ )는 미국의 배우이다.

## 출연 작품
- 로건
- 오렌지 이즈 더 뉴 블랙